# 보성만
보성만(寶城灣)은 전라남도 고흥군 남해안에 발달된 만으로서 고흥반도에 의하여 가로 막혀 있다. 해안선의 연장은 55.5km이다.연안 일대는 산란장으로 적합하여 산란기인 봄·여름에는 남해해류를 따라 물고기가 북상하는데 조기·갈치·삼치·도미·민어·전갱이 등의 난해성 어류가 많이 모여들어 대성황을 이루며, 또한 김과 굴의 양식업도 성하다.